# Zákožkovití
Čeleď zákožkovití (Sarcoptidae Trouessart, 1892) zahrnuje roztoče parazitující v kůži zvířat a člověka. Jedná se o nejmenší zákožky.

## Morfologie
Tělo zákožkovitých je okrouhlého tvaru (velikost od 150 do 500 µm) a je pokryto pevným chitinovým krunýřem. Hlavohruď splývá se zadečkem v jediný nečlánkovaný útvar. Na ventrální straně těla jsou 4 páry (u larev 3 páry) krátkých kuželovitých končetin, zcela skrytých pod tělem. Přísavné terčíky jsou u samic na 1. a 2. páru končetin, u samců na 1., 2., a 4. páru končetin. Povrch zákožek je hojně porostlý trny a štětinami. Ústní ústrojí je tvořeno podkovovitým chobotkem složeným z nůžkovitých chelicer, hypostomu, a tříčlánkovými palpami. Oči, soustava oběhu tělních tekutin a vylučovací ústrojí zcela chybí. Střevo je úplné a řitní otvor je lokalizován vždy na konci těla (typický znak pro rod Sarcoptes). Stigmata chybí, dýchací soustava vyúsťuje porézními políčky na různých místech celého povrchu těla. Samci jsou vždy menších rozměrů než samice.

## Vývoj zákožek
Probíhá od vajíček přes protonymfy, dutonymfy a teleonymfy k imagu. Samičky kopulují většinou již ve stádiu teleonymfy a později, samci vždy až ve stadiu imaga. Celý vývoj trvá 10–14 dnů, může se však prodloužit dle podmínek prostředí až na 1 měsíc. Zákožky tráví celý život na hostiteli, mimo tělo vydrží infekceschopné maximálně 18 dní. Jsou vysoce citlivé na vysoké teploty, sluneční záření a kožní reakci (pH).

## Druhy a hostitelé
Hostitelská specifita „sarkoptových“ zákožek není dosud zcela objasněna.
- rod Sarcoptes
  - S. scabiei – člověk
  - S. bovis – skot
  - S. ovis – ovce
  - S. suis – prase
  - S. equi – kůň
  - S. canis – pes, liška, kunovité šelmy, výjimečně kočka a člověk
  - S. cameli – velbloud
  - S. rupicaprae – kamzík, koza, kozorožci
  - S. cuniculi – králík
- rod Notoedres
  - N. cati – kočka a kočkovité šelmy, výjimečně i pes, liška, králík, člověk

## Zákožky a člověk
Druh S. scabiei (zákožka svrabová) způsobuje u lidí svědivé onemocnění zvané svrab.
Na člověka je přenosný i druh S. canis a N. cati. Uvádí se, že 60 % osob, které jsou v přímém kontaktu s nemocnými psy nebo liškami může být přechodně napadeno zákožkami S. canis [zdroj?]. Onemocnění u lidí se nazývá pseudosvrab, projevuje se pouze svědivými papulózními změnami na rukou, příp. na trupu. Přestože se zákožky zavrtávají do kůže, vyvíjí se pouze 1–2 generace a příznaky spontánně vymizí během asi 4 týdnů, pokud nedojde k opakovaným kontaktům.

## Rozšíření zákožek
Zákožky čeledi Sarcoptidae jsou rozšířeny celosvětově. Nejrozšířenější a ekonomicky nejvýznamnější je svrab u prasat. V ČR se odhaduje promořenost prasat zákožkou S. suis kolem 55 % [zdroj?]. U psů má svrab význam zejména ve velkých chovech a nehygienických podmínkách. Z volně žijících zvířat má zcela největší význam svrab u kamzíků a v posledních letech i u lišek [zdroj?].